# Polypedilum miagense
Polypedilum miagense är en tvåvingeart som beskrevs av Niitsuma 1991. Polypedilum miagense ingår i släktet Polypedilum och familjen fjädermyggor. Inga underarter finns listade i Catalogue of Life.